# إمارة أم القيوين

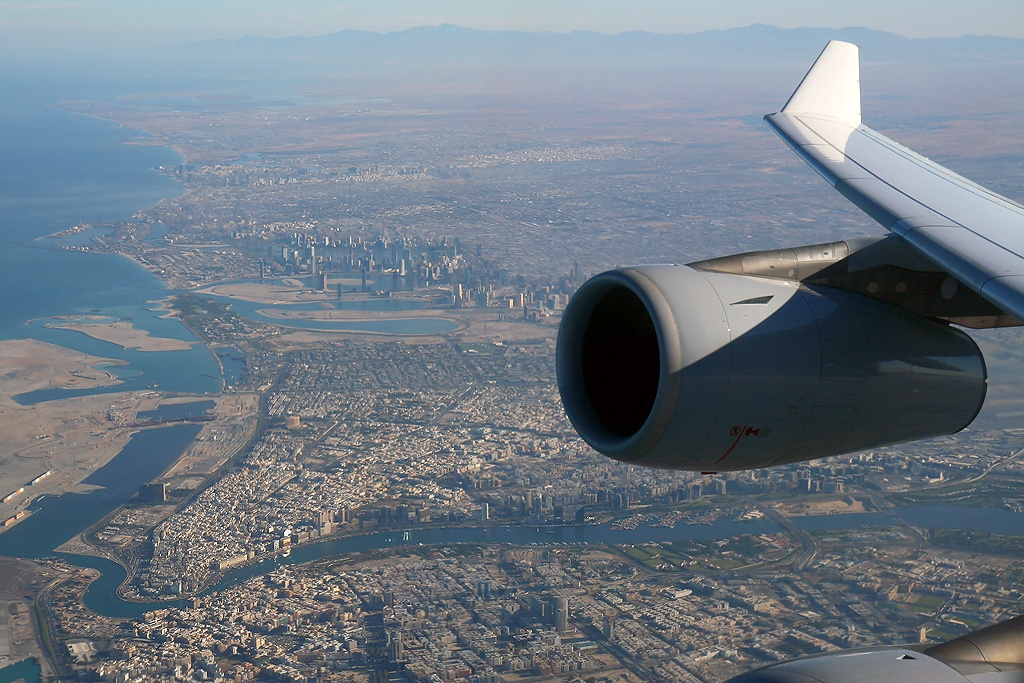
مشهد جوي لعدة إمارات متجاورة، من الأمام إلى الخلف، دبي ثم الشارقة ثم عجمان ثم أم القيوين

إمارة أم القيوين، هي إحدى الإمارات السبع المكونة لدولة الإمارات العربية المتحدة، وهي ثاني أصغر إمارة في دولة الإمارات العربية المتحدة وأقلها سكانًا تقع الإمارة في شمال البلاد على حدود الخليج العربي بين رأس الخيمة والشارقة/عجمان على الساحل الغربي، ولها موقع على طول طريق التجارة الحيوي بين الشرق الأوسط والهند. يمتد خطها الساحلي إلى 24 كيلومترًا (15 ميلًا).
تشكلت إمارة أم القيوين عام 1775، عندما أسسها الشيخ ماجد المعلا كمشيخة مستقلة. يحكم الإمارة اليوم الشيخ سعود بن راشد المعلا وولي العهد الحالي هو راشد بن سعود بن راشد المعلا، ونائب الحاكم هو عبدالله بن راشد المعلا الثالث. كان عدد سكانها 72000 نسمة في عام 2007 وتبلغ مساحتها 770 كيلومتر مربع (300 ميل مربع).
تتكون الإمارة من مدينة أم القيوين الساحلية الرئيسية (عاصمة الإمارة) ومدينة فلج المعلا التي تقع على بعد حوالي 30 كم (19 ميل) من الساحل. يبلغ عدد سكان الإمارة 49,159 نسمة حسب تعداد ديسمبر 2005.
على عكس بعض جيرانها، لم تحقق أم القيوين أي اكتشاف مهم للنفط أو الغاز في أراضيها وبدلاً من ذلك، يعتمد اقتصادها على إيرادات الفنادق والمتنزهات والسياحة، إلى جانب مصايد الأسماك وأنشطة التجارة العامة والمنطقة الحرة في أم القيوين (UAQFTZ) الواقعة في ميناء أحمد بن راشد.
تم تنفيذ العديد من المبادرات والاستراتيجيات الحكومية لتحفيز نمو النشاط التجاري والصناعي في الإمارة. وتشمل هذه التدابير إجراء عام 2018 لخفض الرسوم الحكومية للشركات والتنازل عن الغرامات والعقوبات للشركات التي لم تجدد تراخيصها التجارية.

## أصل التسمية
يأتي اسمها من الأصل «أم القوتين» لأنها كانت تعرف بقوتها البحرية والبرية.

## الجغرافيا
تقع إمارة أم القيوين على ساحل الخليج العربي بطول ممتد 24 كم. بين إمارتي الشارقة غربا ورأس الخيمة شرقا وهي تبعد مسافة 43 كم. جنوب غربي رأس الخيمة و 32 كم. شمال مدينة الشارقة وتمتد أراضيها في الداخل نحو 32 كم. ويتبع الإمارة منطقة زراعية هي فلج المعلا وتقع على مسافة 50 كم. جنوب شرق مدينة أم القيوين.

## التاريخ
تأسست إمارة أم القيوين عام 1775، عندما أسسها الشيخ ماجد المعلا مشيخة مستقلة. الإمارة يحكمها الآن سعود بن راشد المعلا. ولي العهد الحالي هو راشد بن سعود بن راشد المعلا ونائب الحاكم عبد الله بن راشد المعلا. بلغ عدد سكانها 72000 نسمة في عام 2007 وتبلغ مساحتها 770 كم 2 (300 ميل مربع).
تتكون الإمارة من المدينة الساحلية الرئيسية أم القيوين وفلج المعلا، على بعد حوالي 30 كم (19 ميل) من الساحل. يبلغ عدد سكان الإمارة 49159 نسمة حسب تعداد ديسمبر 2005.

## حكام إمارة أم القيوين
فيما يلي قائمة بالحكام الذين تعاقبوا على حُكم إمارة أم القيوين:
- 1768–1820: الشيخ راشد بن ماجد المعلا
- 1820–1853: الشيخ عبد الله بن راشد المعلا (مواليد 1794)
- 1853-1873: الشيخ علي بن عبد الله المعلا (مواليد 1824 - 1873)
- 1873–1904: الشيخ أحمد بن عبد الله المعلا (1832 - 1904م)
- 13 يونيو 1904 - 1922: الشيخ راشد بن أحمد المعلا (مواليد 1876 - 1922)
- 1922- أكتوبر 1923: الشيخ عبد الله بن راشد المعلا الثاني
- أكتوبر 1923 - 9 فبراير 1929: الشيخ حمد بن إبراهيم المعلا
- 9 فبراير 1929 - 21 فبراير 1981: الشيخ أحمد بن راشد المعلا (مواليد 1904 - 1981)
- 21 فبراير 1981 - 2 يناير 2009: الشيخ راشد بن أحمد المعلا الثاني (مواليد 1932 - ت 2009)
- 2 يناير 2009 حتى الآن: الشيخ سعود بن راشد المعلا (مواليد 1952)

## معالم هامة
- قلعة أم القيوين: كانت حصنًا للحكام القدامى، ومركزًا للمدينة القديمة.
- الميناء القديم.
- متحف أم القيوين الوطني: يُعد المتحف حصنًا أثريًا يعود تاريخه إلى عام 1768م.
- حصن فلج المعلا: يُعتبر من أهم الحصون البرية في إمارة أم القيوين.
- حديقة دريم لاند: وهي حديقة مائية تبلغ مساحتها ربع مليون متر مربع وتبعد نحو 40 دقيقة قيادة في السيارة عن دبي، وتتسع الحديقة لما يقرب من 10 آلاف زائر.

## توابع الإمارة
- فلج المعلا
- جزيرة السينية
- الراعفة
- السلمة
- الدرر
- السويحات
- تل الأبرق
- الرملة
- اللبسة
- الراشدية
- بياتة
- العذيب
- خور البيضا
- السرة
- مهذب
- كابر
- جزيرة الأكعاب
- جزيرة الغلة

## 🏙️ لمحة عامة
- المساحة: تبلغ مساحة الإمارة حوالي 720 كيلومترًا مربعًا، أي ما يُعادل 1% تقريبًا من مساحة دولة الإمارات العربية المتحدة .(u.ae)
- عدد السكان: وفقًا لتعداد ديسمبر 2025، بلغ عدد سكان الإمارة 80.000 نسمة .
- العاصمة: مدينة أم القيوين.
- الحاكم الحالي: الشيخ سعود بن راشد المعلا (منذ 2 يناير 2009).
- ولي العهد: الشيخ راشد بن سعود بن راشد المعلا.

## 🌍 الجغرافيا والموقع
تقع إمارة أم القيوين على الساحل الغربي لدولة الإمارات العربية المتحدة، بين إمارتي الشارقة غربًا ورأس الخيمة شرقًا. تمتد أراضيها الداخلية نحو 32 كيلومترًا.
تتبع للإمارة عدة مناطق وقرى، منها:
- فلج المعلا: واحة زراعية تقع على بعد 50 كيلومترًا جنوب شرق مدينة أم القيوين.
- جزيرة السينية: تبعد كيلومترًا واحدًا عن مدينة أم القيوين، وتُعد محمية طبيعية للغزلان والطيور البحرية، وتكثر فيها أشجار القرم.

## 📈 الاقتصاد

### الناتج المحلي الإجمالي
- ارتفع الناتج المحلي الإجمالي للإمارة من 2.6 مليار درهم إلى 3.5 مليار درهم خلال العقد الماضي .(Argaam)
- تساهم إمارة أم القيوين بنسبة 0.82% من الناتج المحلي الإجمالي لدولة الإمارات العربية المتحدة .(Wikipedia)

### القطاعات الاقتصادية الرئيسية
- الزراعة وصيد الأسماك: تُعد من الأنشطة الاقتصادية الرئيسية في الإمارة.
- الأنشطة العقارية: شهدت نموًا ملحوظًا في السنوات الأخيرة.
- الطاقة والمياه: تساهم بشكل كبير في الاقتصاد المحلي.
- تجارة الجملة والتجزئة: تُشكل جزءًا مهمًا من النشاط الاقتصادي.

### المنطقة الحرة
- تضم الإمارة منطقة التجارة الحرة في ميناء أحمد بن راشد، التي توفر بيئة استثمارية جاذبة للشركات، وتقدم باقات متنوعة لتأسيس الشركات تتسم بالمرونة وسهولة الإجراءات .(Wikipedia)

## 🏗️ المشاريع التنموية
- استراتيجية الاقتصاد الأزرق 2031: تهدف إلى أن لا تقل نسبة مساهمة الاقتصاد الأزرق في الناتج المحلي الإجمالي للإمارة عن 40% .(blueeconomy.uaq.ae)
- تطوير جزيرة السينية: يشمل إنشاء جسر يربط الجزيرة بالإمارة، ومشاريع سكنية وسياحية بتكلفة إجمالية تبلغ 2.47 مليار درهم.
- مشاريع إسكانية: إنشاء مساكن جديدة للمواطنين في مناطق مختلفة من الإمارة، ضمن مبادرات حكومية تهدف إلى توفير الحياة الكريمة.

## 🏰 المعالم البارزة
- قلعة أم القيوين: حصن تاريخي كان مقرًا للحكام، ويُعد من أبرز المعالم السياحية.
- متحف أم القيوين الوطني: يقع في القلعة القديمة، ويعرض تاريخ الإمارة وتراثها.
- حصن فلج المعلا: من أهم الحصون البرية في الإمارة.
- حديقة دريم لاند: واحدة من أكبر الحدائق المائية في المنطقة، تبلغ مساحتها حوالي 250,000 متر مربع.
- جزيرة السينية: محمية طبيعية تضم آثارًا تاريخية تعود لأكثر من 2000 سنة.

## 👑 حكام الإمارة
توالى على حكم إمارة أم القيوين عدد من الشيوخ من عائلة المعلا، وهم:
1. الشيخ راشد بن ماجد المعلا (1768–1820)
2. الشيخ عبد الله بن راشد المعلا (1820–1853)
3. الشيخ علي بن عبد الله المعلا (1853–1873)
4. الشيخ أحمد بن عبد الله المعلا (1873–1904)
5. الشيخ راشد بن أحمد المعلا (1904–1922)
6. الشيخ عبد الله بن راشد المعلا الثاني (1922–1923)
7. الشيخ حمد بن إبراهيم المعلا (1923–1929)
8. الشيخ أحمد بن راشد المعلا (1929–1981)
9. الشيخ راشد بن أحمد المعلا الثاني (1981–2009)
10. الشيخ سعود بن راشد المعلا (2009–حتى الآن)